# Ipiales
Ipiales és una ciutat i bisbat catòlic ubicada al departament de Nariño, al sud de Colòmbia, prop de la frontera amb Equador. És troba en l'altiplà andí a 82km de Pasto, la capital del departament. Limita al nord amb Pupiales, Gualmatán, Contadero i Potosí; al sud: amb la república de l'Equador; a l'est amb Potosí, Còrdova, Puerres, i el departament del Putumayo; a l'oest amb Aldana, Cuaspud (Carlosama) i la república de l'Equador.

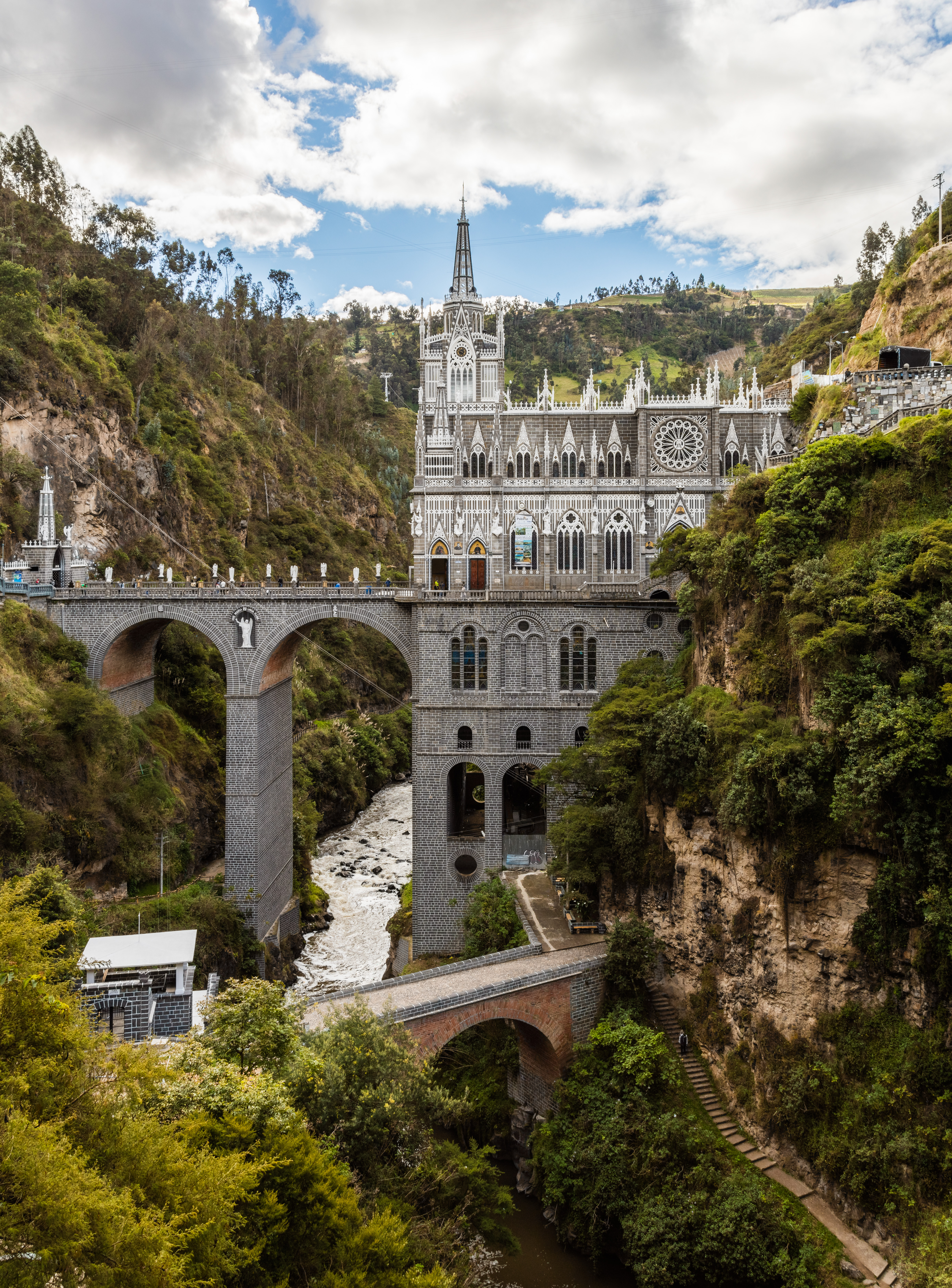
Santuario de las Lajas

És coneguda com "la ciudad de las nubes verdes" pels núvols verdosos que apareixen sobre la ciutat. Un dels menjars principals de l'àrea és el porc guinea o cavy (Cavia porcellus), anomenat kuy o kuwi. Al municipi es troba el Santuari de Las Lajas.